# Oxyopes russoi
Oxyopes russoi är en spindelart som beskrevs av Lodovico di Caporiacco 1940. Oxyopes russoi ingår i släktet Oxyopes och familjen lospindlar.
Artens utbredningsområde är Somalia. Inga underarter finns listade i Catalogue of Life.